# Vallesiense

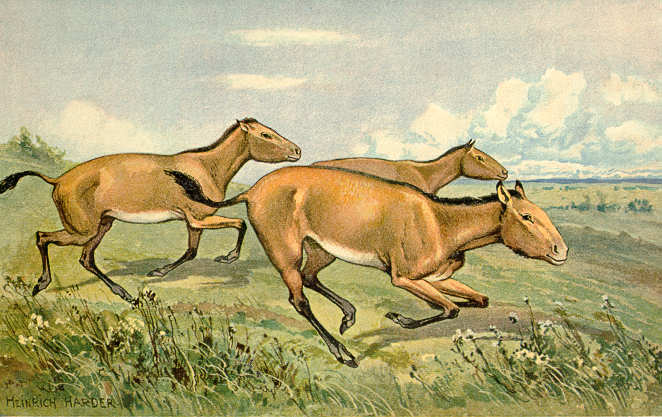
La llegada del Hipparion a Europa marca el inicio del Vallesiense

El Vallesiense es un periodo de tiempo geológico situado entre 11,6—9,0 millones de años en el Mioceno, utilizado más específicamente con las Edades de los Mamíferos Terrestres Europeos. Precede al Turoliense y es continuado por el Astaraciense. El Turoliense se sobrepone a las edades Tortoniense y el Messienense.
La llamada crisis Vallesiense resultó en la extinción de varios mamíferos característicos del Mioceno medio.
El término «Vallesiense» fue introducido por el equipo formado por el paleontólogo catalán Miquel Crusafont, José Fernández de Villalta y Jaume Truyols en los años cuarenta para marcar la llegada del équido Hipparion a Europa. Las paleofaunas europeas restantes, sin embargo, habían existido desde el Mioceno medio, incluyendo el mósquido Micromeryx (un ciervo almizclero), el cérvido Euprox, el súido Listriodon (un cerdo) y los félidos Sansanosmilus y Pseudaelurus. El límite Aragoniense-Vallesiense no representa un cambio importante en el registro europeo de mamíferos. Por el contrario, la transición entre Vallesiense inferior y superior corresponde a una gran crisis biótica: la desaparición de la mayoría de los artiodáctilos aragonienses, incluidos el antílope Protragocerus, el bóvido Miotragocerus y los suidos Listriodon, Hyotherium y Parachleusastochoerus. La crisis también afectó a roedores como los de la familia Eomyidae y la mayoría de los cricétidos y glíridos. Fueron reemplazados por especies que llegaron del este, de carácter turoniense: por ejemplo, el suido Schizochoerus, el múrido Progonomys, los bóvidos Tragoportax y Graecoryx, el hiénido Adcrocuta, el félido Paramachairodus y el súido Microstonyx.
El Vallesiense fue un período crucial para la evolución de la fauna terrestre europea. Durante el Mioceno medio, la fauna mamífera altamente diversificada de los bosques europeos fue reemplazada por las faunas del Mioceno tardío, adaptadas a un clima seco y a un terreno abierto. El comienzo del período está marcado por la aparición y dispersión del caballo primitivo Hipparion en toda Eurasia. La llamada crisis Vallesiense resultó en la extinción de varios mamíferos característicos del Mioceno medio. El final del Vallesiense, y el principio del Turoliense, trajo la extinción en el oeste de las faunas dominadas por los bóvidos y giráfidos característicos de la llamada sub-Paratetis o provincia griego-iraní.